# Collegio di Bolton South and Walkden
Bolton South and Walkden è un collegio elettorale situato nella Grande Manchester, nel Nord Ovest dell'Inghilterra, e rappresentato alla Camera dei Comuni del Parlamento del Regno Unito. Elegge un membro del Parlamento con il sistema first-past-the-post, ossia maggioritario a turno unico; l'attuale parlamentare è Yasmin Qureshi, eletta con il Partito Laburista nel 2024.

## Estensione
Il collegio è costituito dai seguenti ward:
- nel borgo metropolitano di Bolton: Farnworth North, Farnworth South, Great Lever, Kearsley, parte di Queens Park and Central, Rumworth, parte di Hulton;
- nella città di Salford: Little Hulton, Walkden North e Walkden South.

I ward del borgo di Bolton erano in precedenza parte del collegio di Bolton South East, e quelli della città di Salford parte del collegio di Worsley and Eccles South, entrambi aboliti.

## Membri del parlamento
| Elezione | Elezione | Deputato       | Partito   |
| -------- | -------- | -------------- | --------- |
|          | 2024     | Yasmin Qureshi | Laburista |

## Risultati elettorali

### Elezioni negli anni 2020
| Partito                    | Partito                                      | Candidato                           | Risultati 4 luglio 2024 | Risultati 4 luglio 2024 |
| Partito                    | Partito                                      | Candidato                           | Voti                    | %                       |
| -------------------------- | -------------------------------------------- | ----------------------------------- | ----------------------- | ----------------------- |
|                            | Laburista                                    | Yasmin Qureshi                      | 15 093                  | 40,87                   |
|                            | Reform UK                                    | Julie Pattison                      | 8 350                   | 22,61                   |
|                            | Workers                                      | Jack Khan                           | 4 673                   | 12,65                   |
|                            | Conservatore                                 | Mohammed Afzal                      | 4 170                   | 11,29                   |
|                            | Verdi                                        | Philip Kochitty                     | 2 827                   | 7,66                    |
|                            | Lib Dem                                      | Gemma-Jane Bowker                   | 1 384                   | 3,75                    |
|                            | Indipendente                                 | Don Prof Reis Abraham Halliwell Prf | 433                     | 1,17                    |
|                            |                                              |                                     |                         |                         |
| Iscritti                   | Iscritti                                     | Iscritti                            | 79 622                  | 100,00                  |
| ↳ Votanti (% su iscritti)  | ↳ Votanti (% su iscritti)                    | ↳ Votanti (% su iscritti)           | 37 068                  | 46,55                   |
| ↳ Astenuti (% su iscritti) | ↳ Astenuti (% su iscritti)                   | ↳ Astenuti (% su iscritti)          | 42 554                  | 53,45                   |
|                            |                                              |                                     |                         |                         |
|                            | Esito: collegio a Laburista (nuovo collegio) |                                     |                         |                         |